# 시길라리아
시길라리아(Sigillaria) 또는 봉인목은 석탄기와 페름기 사이에 출현했던 인목목의 한 속이다. 이 식물은 잘 알려져 있는 화석 식물인 인목(Lepidodendron)과 연관이 더 깊다.

## 화석 기록
이 식물 속은 데본기 중기 또는 석탄기 후기 부터 페름기 초 (시대 범위: 3억 8,370만 년에서 2억 5,400만 년 전 사이) 까지 생존해 화석 기록으로 남아 있다. 화석은 영국, 미국, 캐나다, 중국, 한국, 탄자니아, 짐바브웨에 분포해 있다.

## 특징

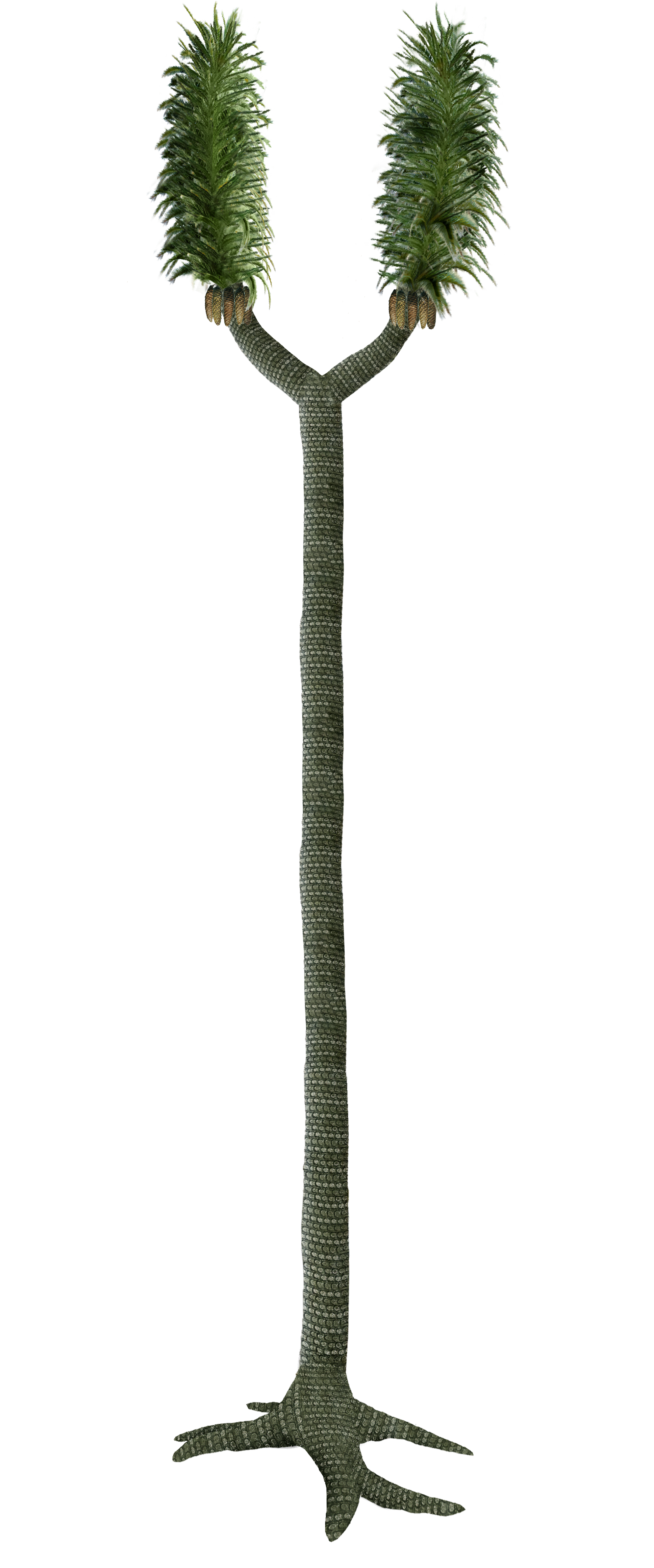
복원도

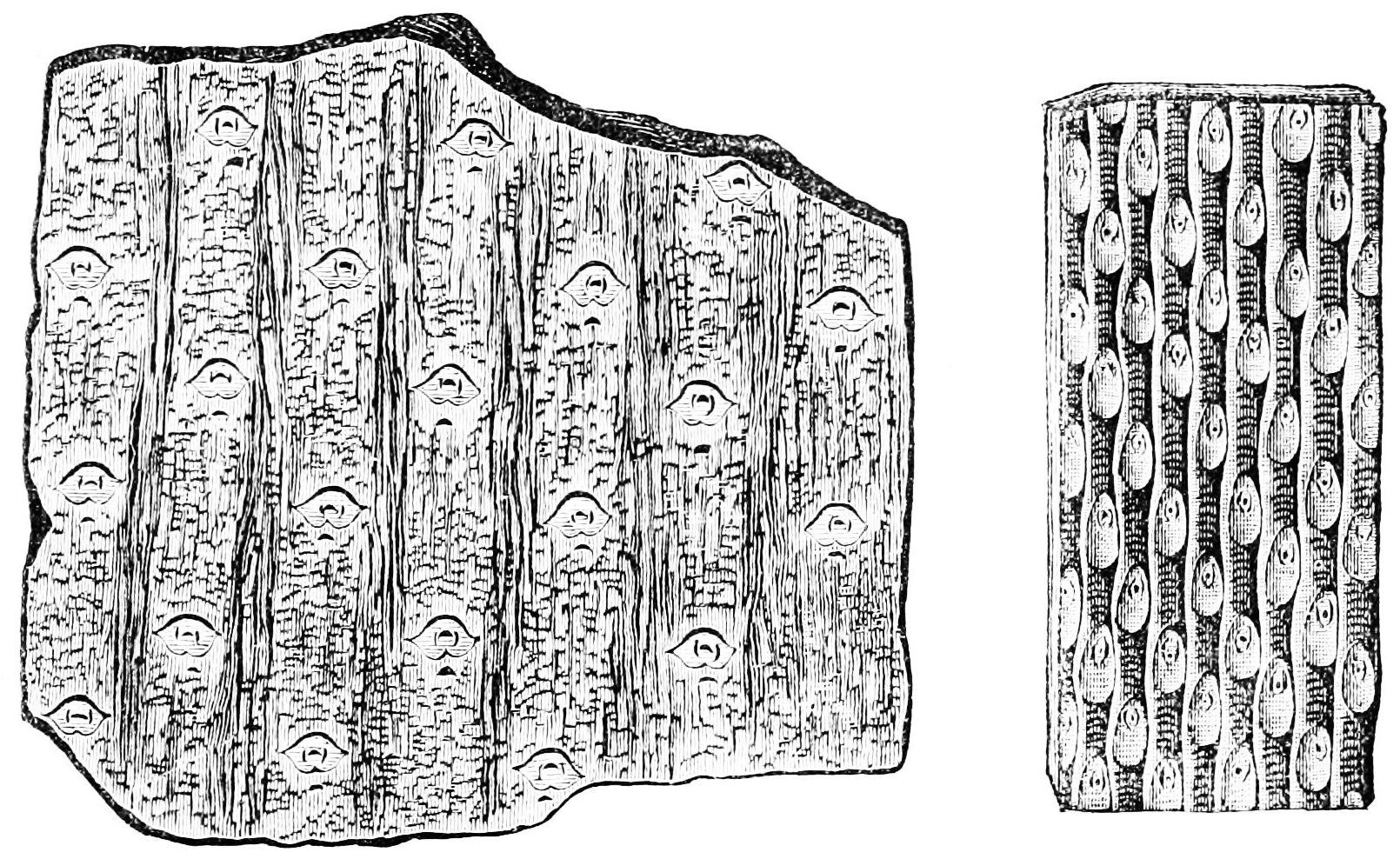
시길라리아의 세로 방향 홈들 사이로 늘어선여러 개의 잎의 기부를 보여준다.

시길라리아는 높이가 30 m (98 ft) 에 달하는 나무 같은 식물이다. 그리고 시길라리아가 속한 화석 석송류는 최대 50 m (160 ft) 높이까지 생장이 가능하다. 이 석송류는 목질부가 결핍되어 있거나 거의 없고, 높은 원줄기에서 단 하나의, 또는 두 갈래의 가지를 가지고 있다. 지지부가 원줄기의 외피 바로 아래의 촘촘하게 들어 찬 엽저층에서 나온 반면, 중앙부는 고갱이가 채워져 있다. 풀처럼 생긴 길고 얇은 잎은 원줄기에 직접 붙어 있고 줄기를 따라 나선형으로 자란다.. 오래된 잎의 기부는 시길라리아가 직경생장(줄기의 둘레가 커지고 키가 커지는 생장)을 함에 따라 같이 형태가 바뀌어 다이아몬드 모양의 무늬를 남기는데, 이는 화석에서도 두드러진다. 이 떨켜 자국은 세로 줄로 배열되어 있다. 줄기 표면에는 광합성이 가능한 조직이 있었기 때문에 녹색 계열의 빛을 띠었을 가능성이 있다.
원줄기 맨 위에는 키 큰 풀처럼 생긴 미세엽(微細葉)이 기둥처럼 꼿꼿이 솟아 있어 꽤 키가 큰 포크 모양의 쇠뜨기처럼 보였을 것이다. 이 식물은 줄기에 매달린 구과에 포자(종자가 아님)를 담아두고 있다.
시길라리아와 인목이 속하는 인목류의 지하부는 스티그마리아(Stigmaria)라는 이름의 인상화석 분류군으로 묶인다. 인목류는 뿌리줄기 또는 싹을 닮은 헛뿌리를 가지고 있는데, 고리 형태의 뿌리흔에 달라붙어 있는 지상부 옆구리 하단에 난 부속물이 지하로 파고 들어가 옆뿌리처럼 가지를 펼쳐 망을 형성한다. 스티그마리아식 측근은 물부추속(Isoetes)의 것과 유사한 헛뿌리에서 이분지되어 있는 모습이었고, 이러한 모습의 화석은 석송류 화석을 쉽게 찾을 수 있는 석탄 늪의 숲 지대 도처에 널리 퍼져 있다. 스티그마리아 화석에서 식별할 수 있는 뿌리흔에서 뻗어 나온 세근은 인목류가 살아 있던 시절부터 붙어 있었다.
많은 화석 석송류와 마찬가지로 시길라리아는 상대적으로 수명이 짧다. 빠르게 생장해 수 년 안으로 성숙에 도달한다(速成). 시길라리아는 일임성 식물(monocarpic)임을 알 수 있는데, 이는 번식 시기가 지난 후 죽었음을 의미하나 실제 사실로는 증명되지 않았디. 이는 석탄기 시절의 석탄 늪에서 살았던 인목(Lepidodendron) 및 기타 화석 석송류와 연관이 있다.

## 종
이 속의 종은 다음과 같다:

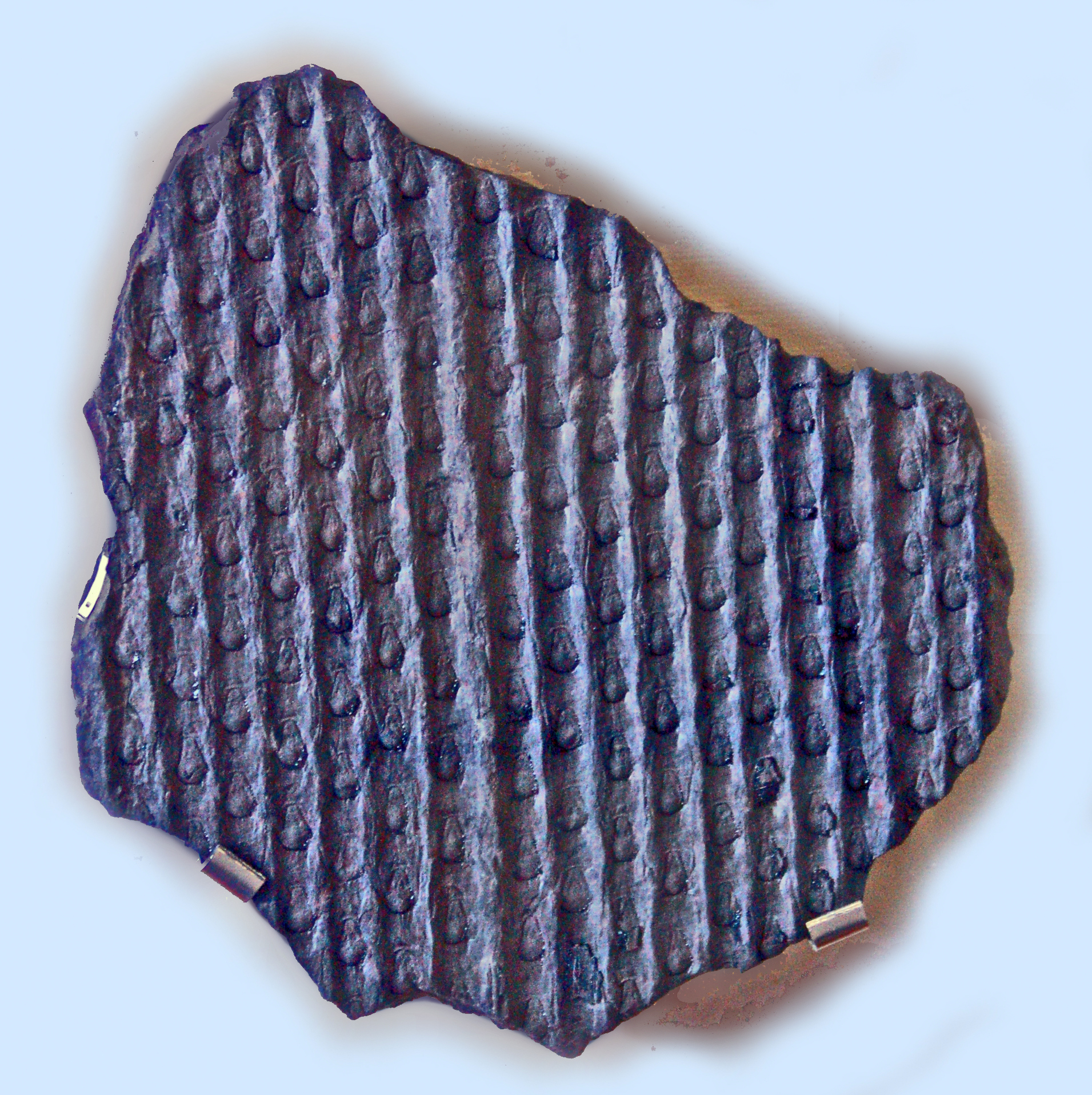
프라하 국립박물관에 전시된 Sigillaria trigona의 화석

- S.alveolaris Brongniart (1828)
- S.barbata Weiss (1887)
- S.bicostata Weiss (1887)
- S.boblayi Brongniart (1828)
- S.brardii Brongniart (1828)
- S.cancriformis Weiss (1887)
- S.cristata Sauveur (1848)
- S.cumulata Weiss (1887)
- S.davreuxii Brongniart (1828)
- S.densifolia Brongniart (1836)
- S.elegans Sternberg (1825)
- S.elongata Brongniart (1824)
- S.fossorum Weiss (1887)
- S.hexagona Brongniart (1828)
- S.loricata Weiss (1887)
- S.mammiliaris Brongniart (1824)
- S.menardi Brongniart (1828)
- S.micaudi (Zeller (1886-1888)
- S.monostigma Lesquereux (1866)
- S.orbicularis Brongniart (1828)
- S.ovata Sauveur (1848)
- S.pachyderma Brongniart (1828)
- S.principes Weiss (1881)
- S.reticulata Lesquereux (1860)
- S.rugosa Brongniart (1828)
- S.saulii Brongniart (1836)
- S.schotheimiana Brongniart (1836)
- S.scutellata Brongniart (1822)
- S.sillimanni Brongniart (1828)
- S.tesselata Brongniart (1828)
- S.transversalis Brongniart (1828)
- S.trigona Sternberg (1826)
- S.voltzii Brongniart (1828)

## 사진

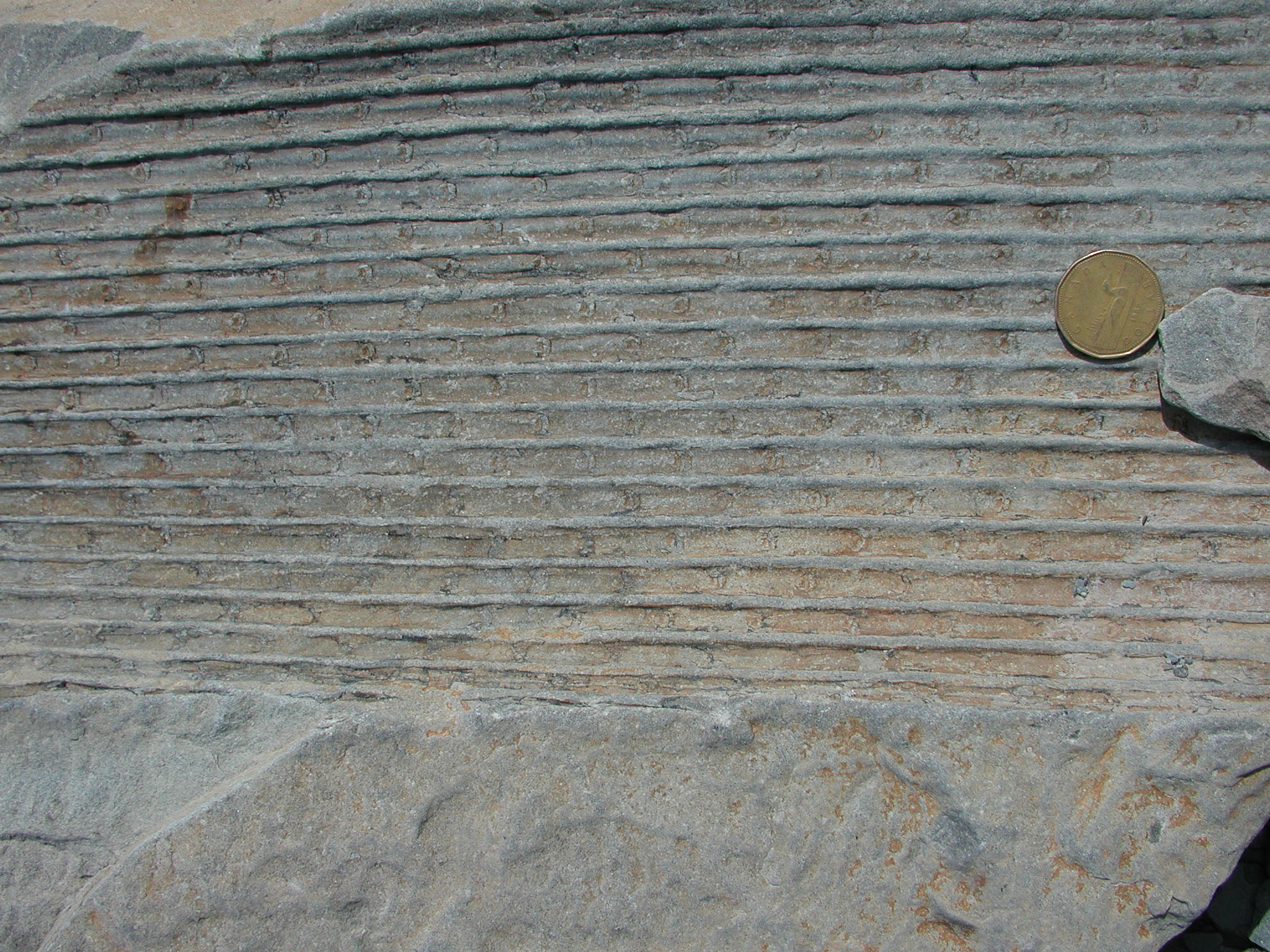
시길라리아 석송류 화석. (캐나다 노바 스코샤의 조긴스)
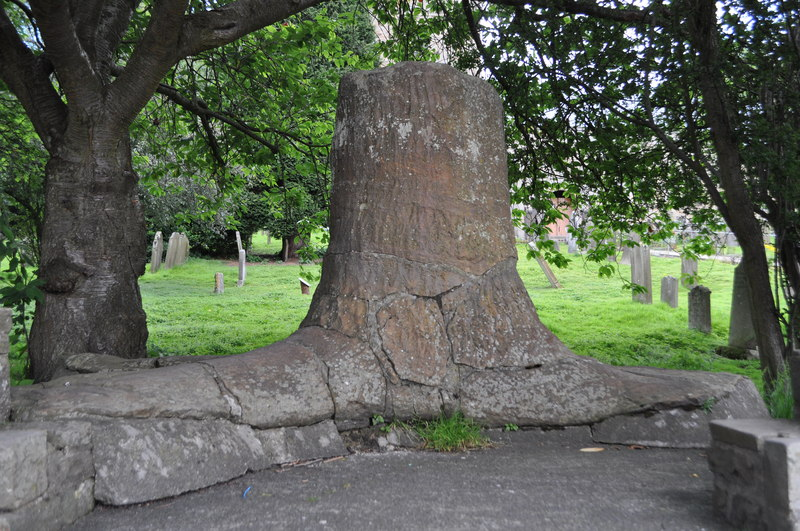
스티그마리아식 뿌리(고대 석송류의 헛뿌리)가 달라 붙어 있는 시길라리아 원줄기 화석
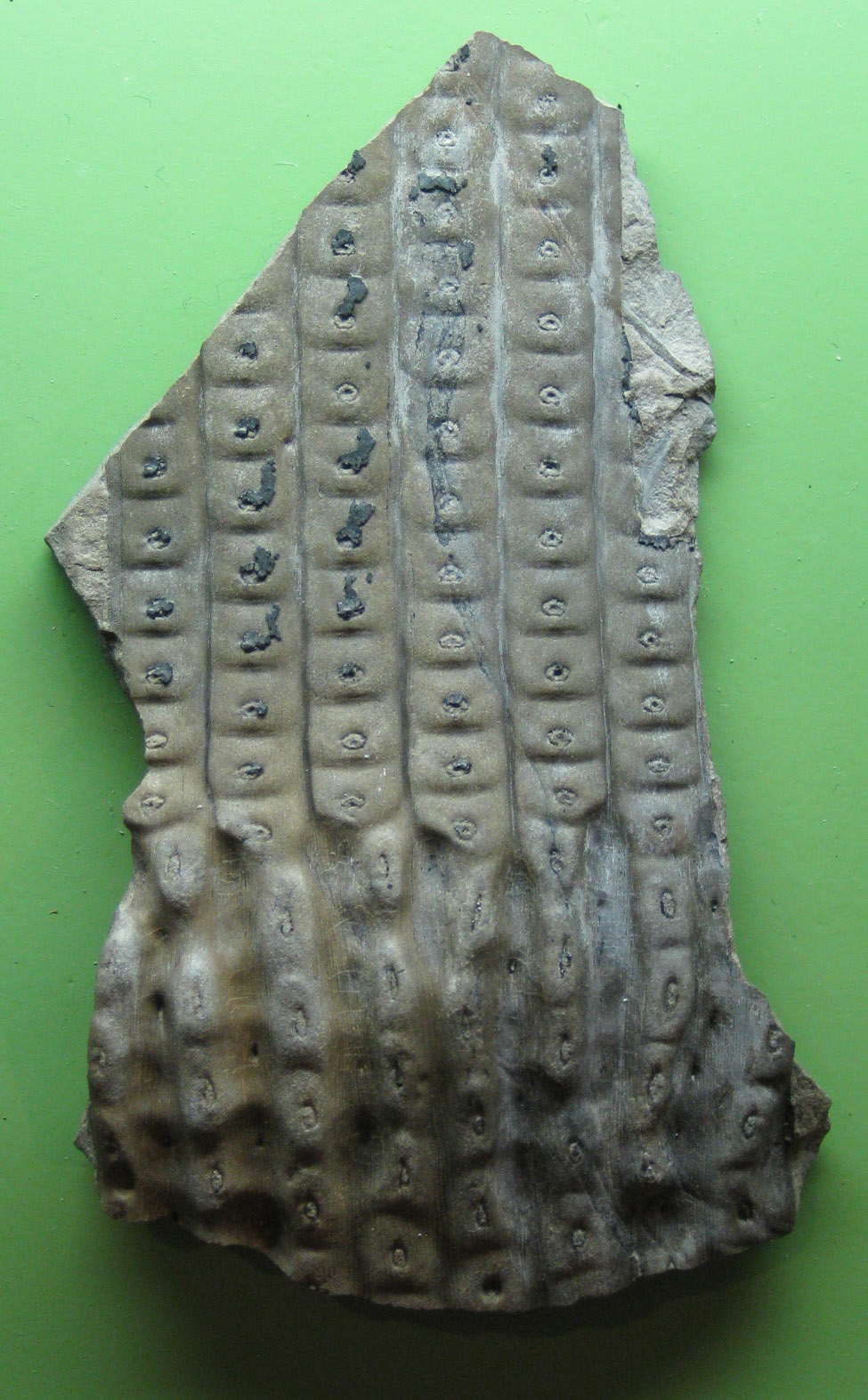
펜실베니아 주 머서 카운티의 샤론에 있는 펜실베니아 주립박물관에 전시 중인 시길라리아
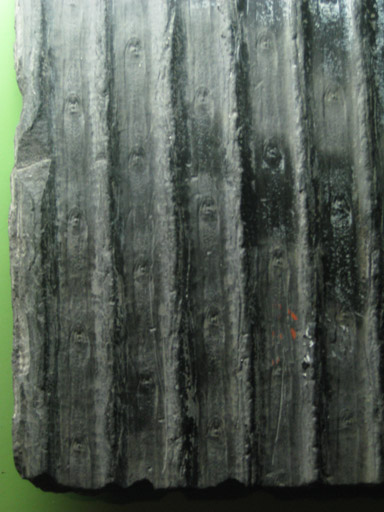
펜실베니아 주 라카와나 스크랜턴에서 전시 중인 시길라리아(수피)
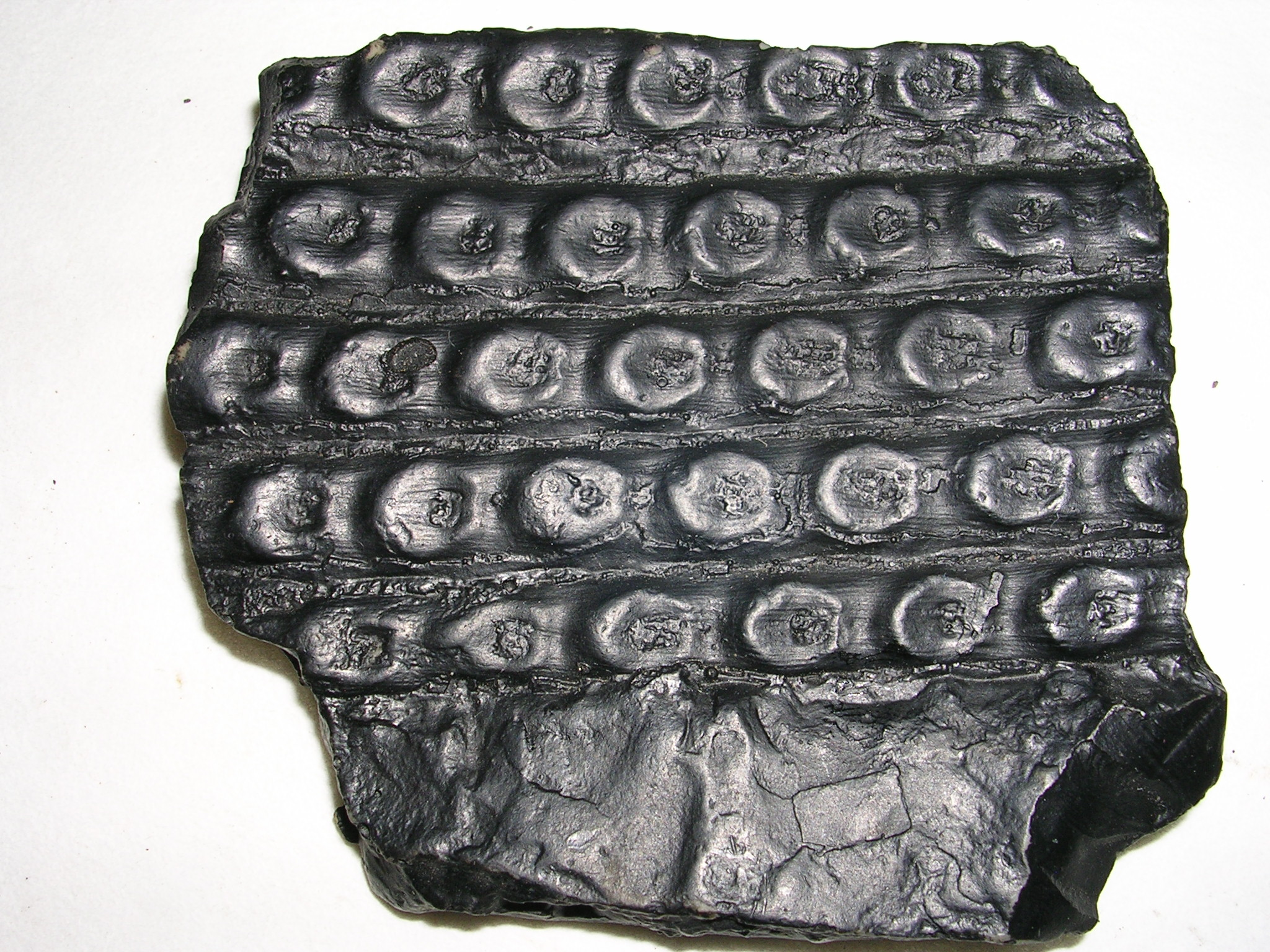
시길라리아 모식표본의 복제본.(아 코루냐 대학 소유)
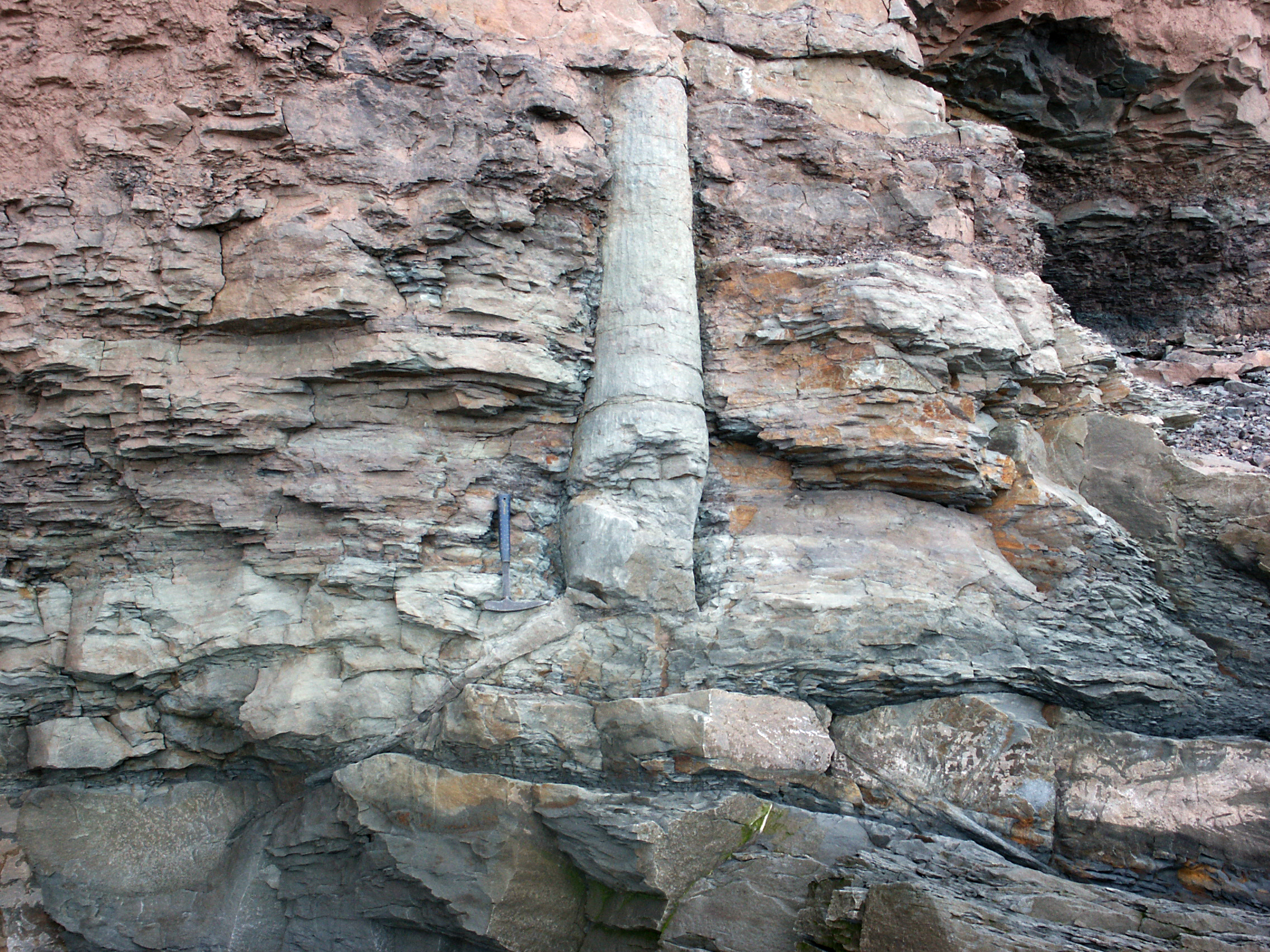
노바 스코샤에 있는 펜실베이니아 조긴스 층의 고대 석송류 화석은 시길라리아일 것으로 추측된다.
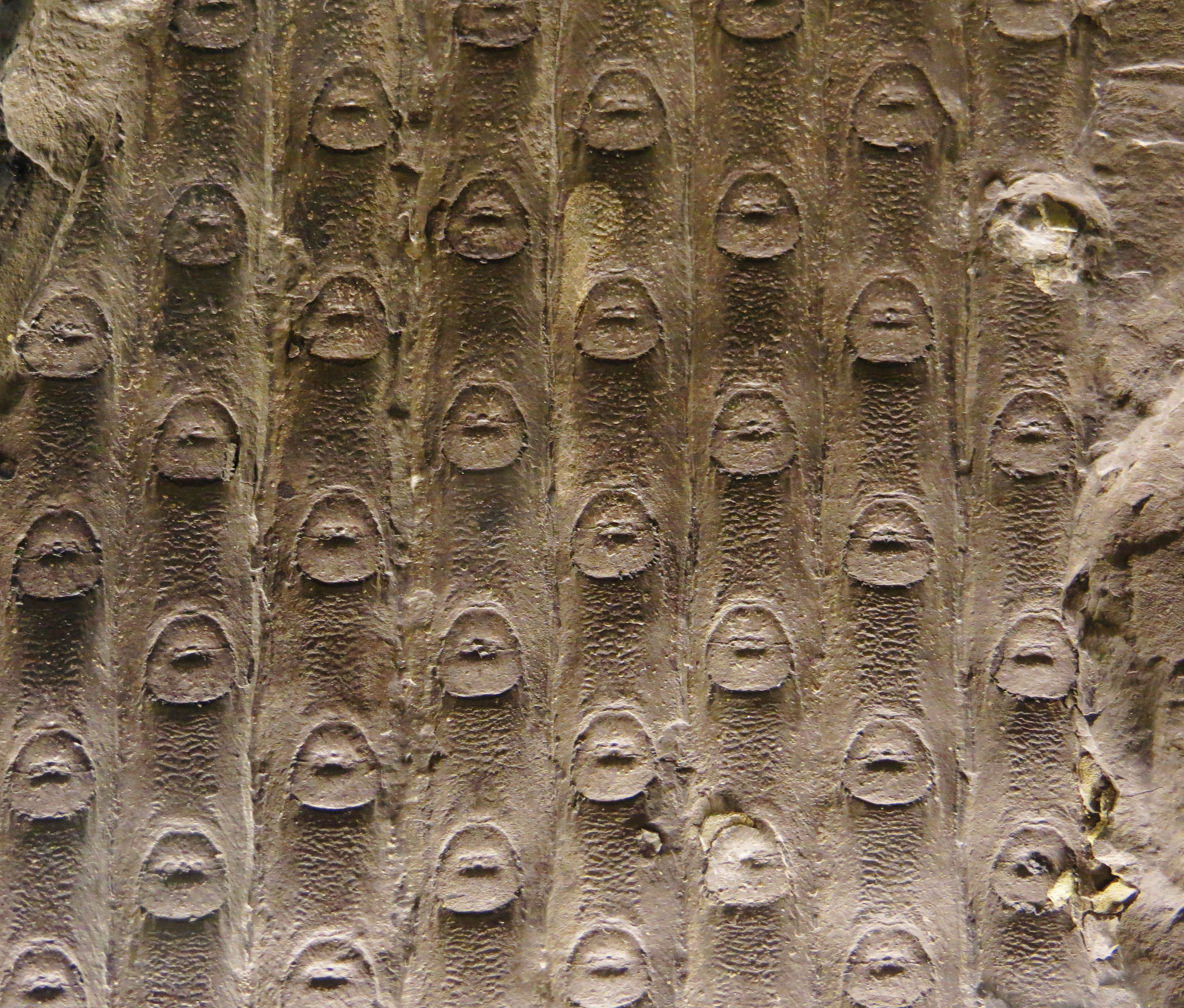
S. notata의 엽흔을 확대한 사진.
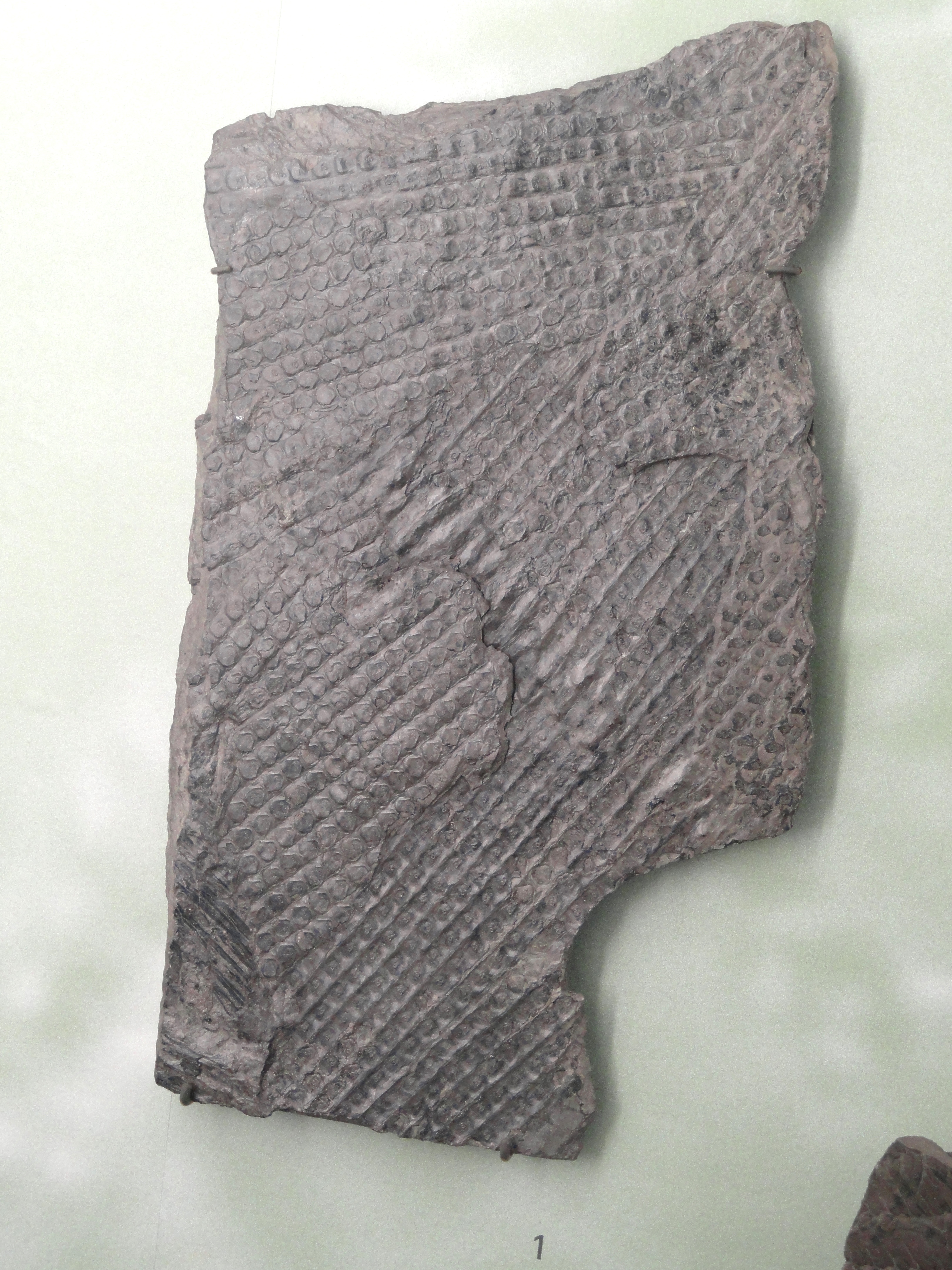
S. mammillaris
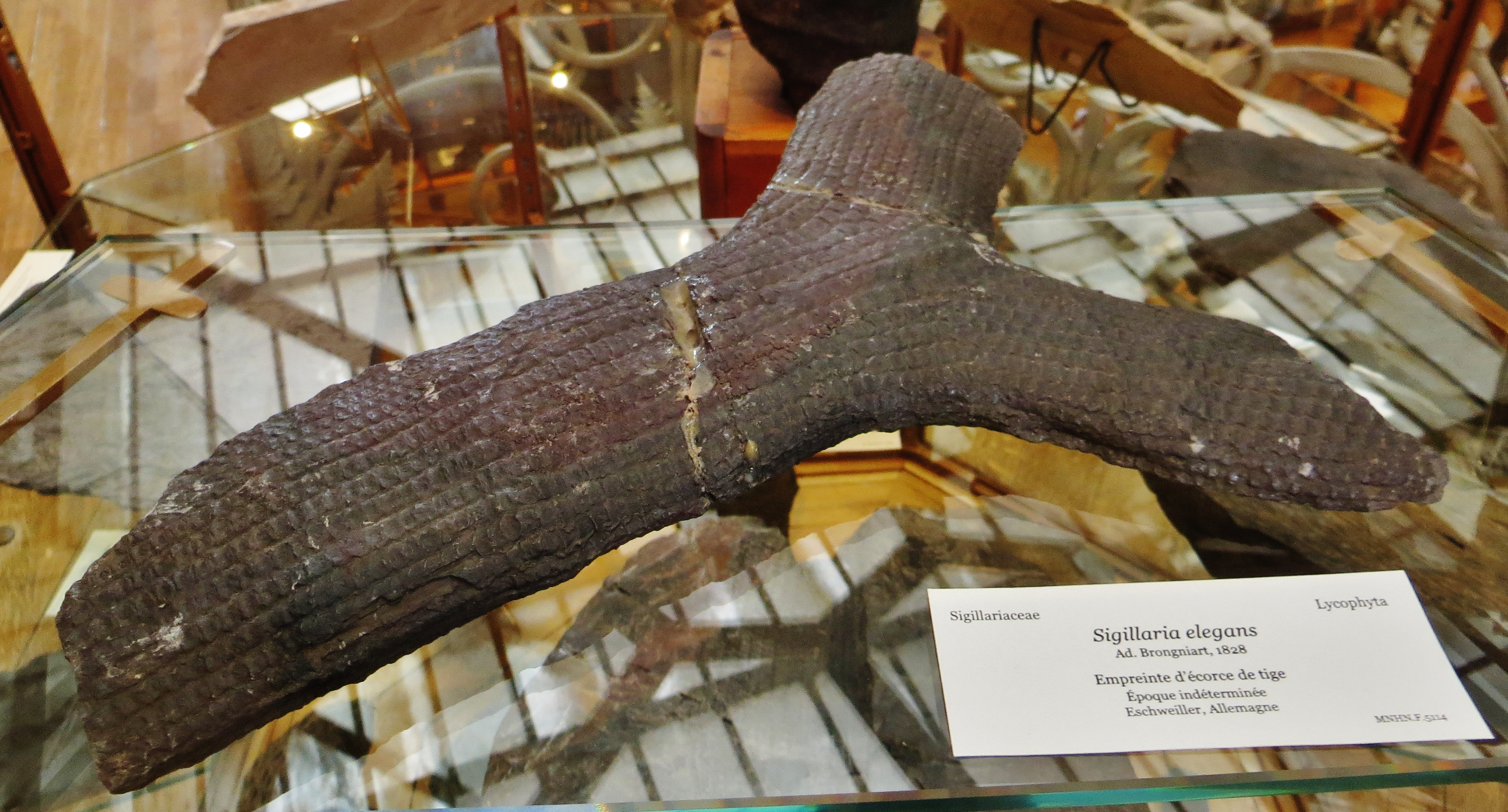
S. elegans
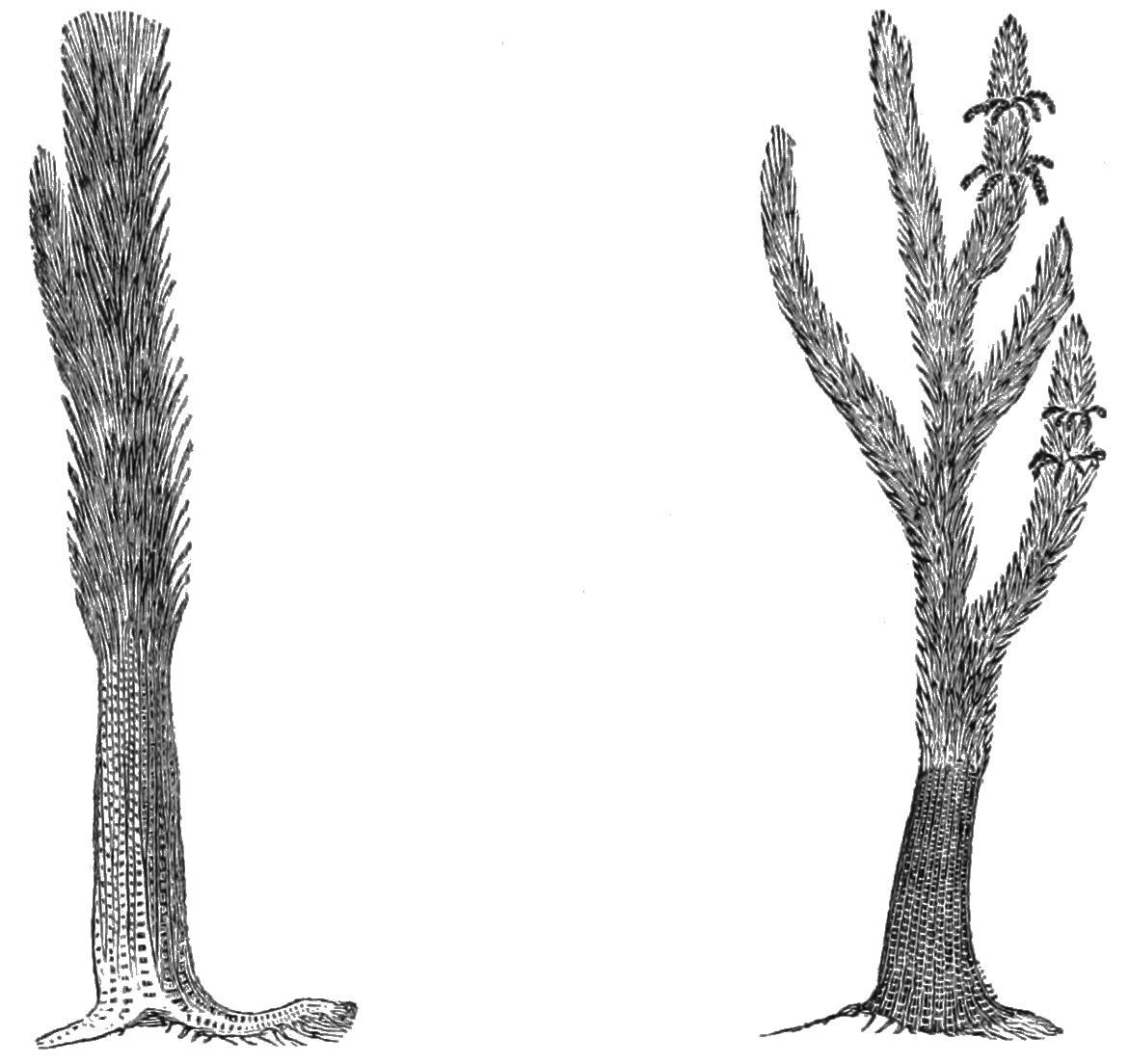
시길라리아 복원도
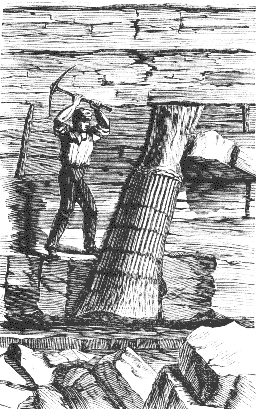
온존히 보존된 시길라리아 화석을 발굴하는 모습. 캐나다 노바 스코샤 주의 조긴스 절벽에서.
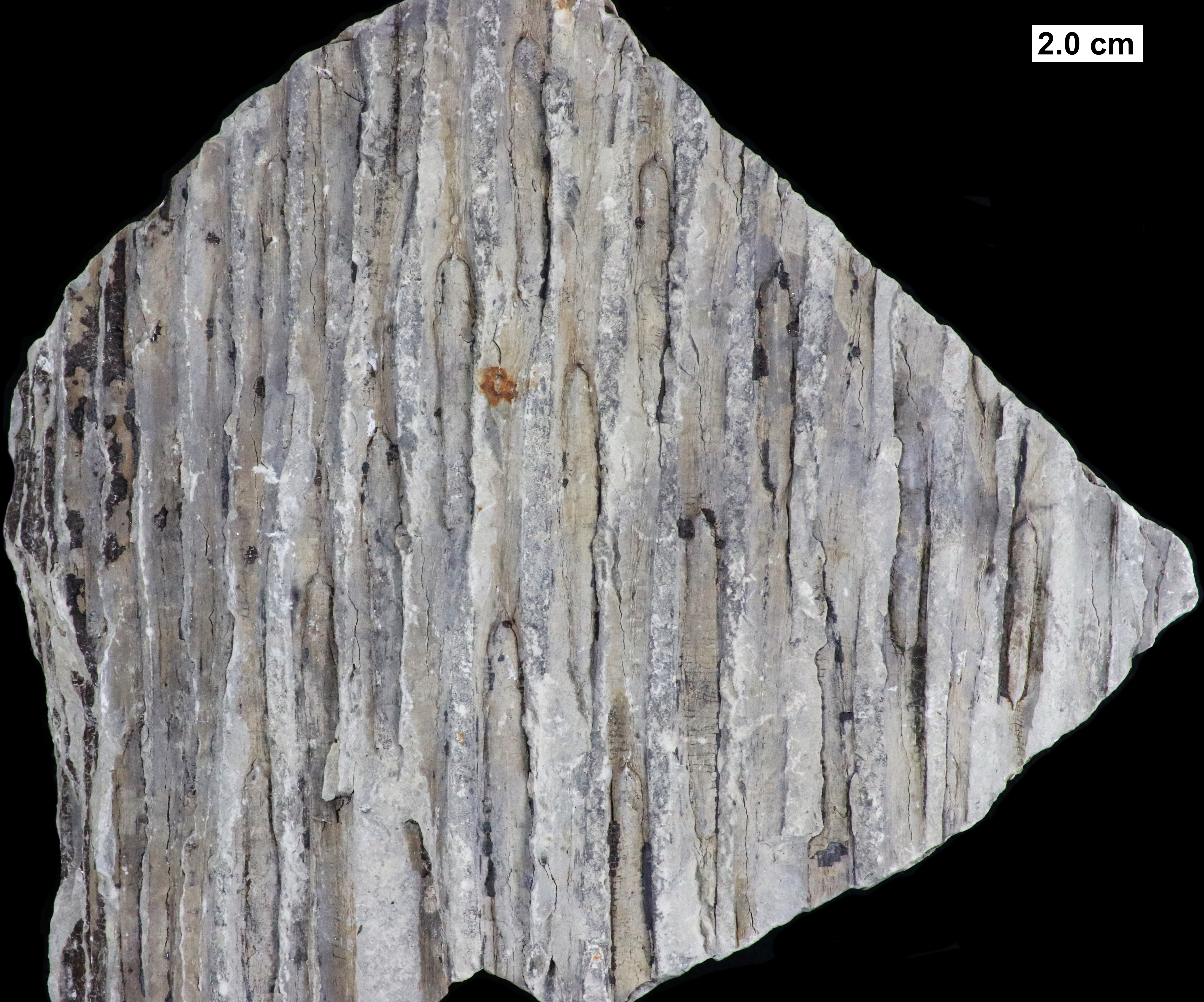
위스콘신의 데본기 중반기 지츠에서 발견한 석송류 수피 화석에서 보이는 잎자국.(시길라리아의 초기 종으로 추측)
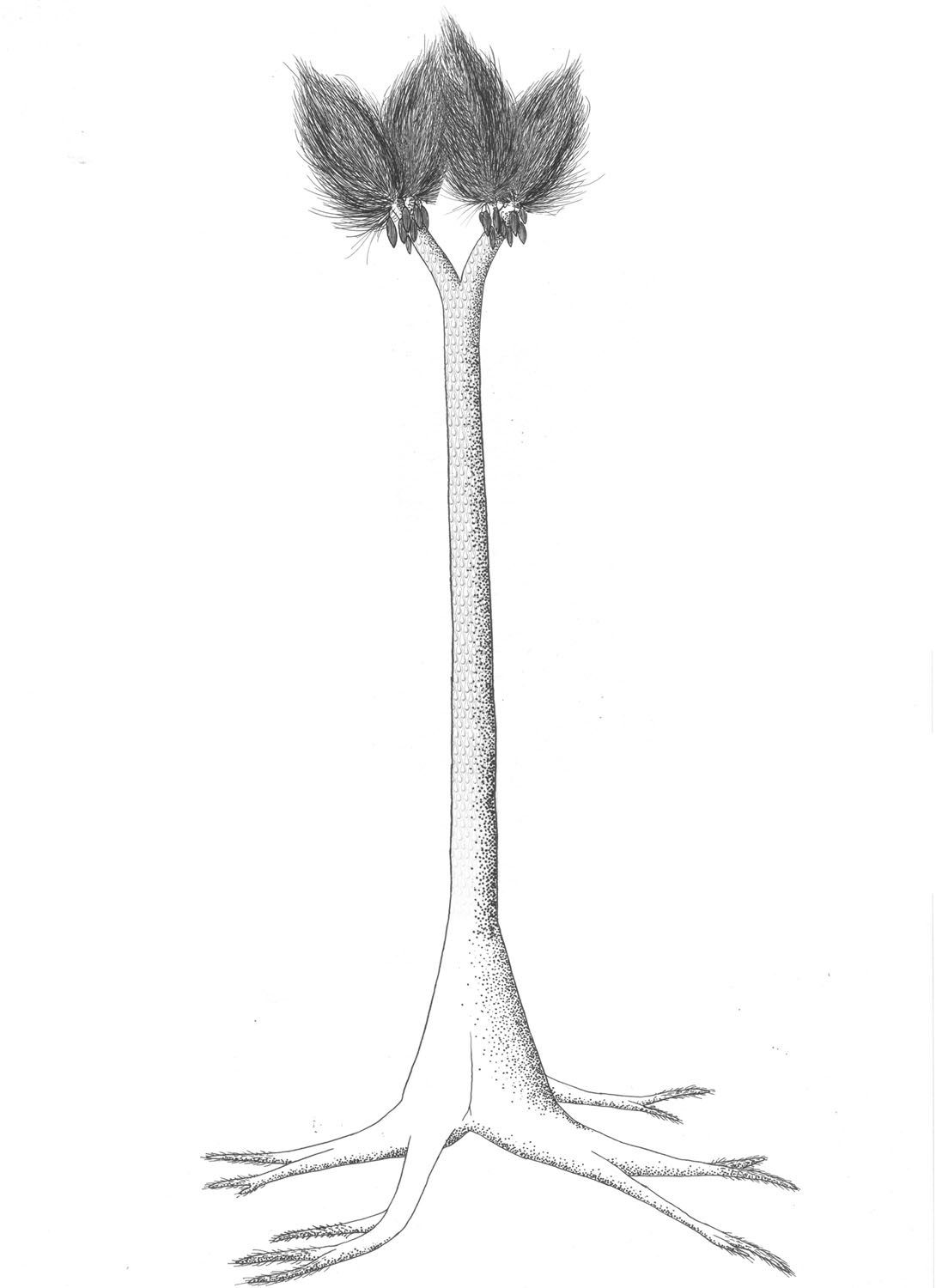
복원도

## 서적
- William A. DiMichele, Richard M. Bateman: Rhizomorphic Lycopsids: 고생물학 분류 사례 연구. Systematic Botany, 1996년, 21권, 535-552 페이지.
- Thomas N. Taylor, Edith L. Taylor, Michael Krings: 고생물학. 화석 식물의 생물학과 진화. 제2판, 학술 출판물 2009,ISBN 978-0-12-373972-8, 페이지 303-307
- JW Sir Dawson - Sigillaria, Calamites 및 Calamodendron의 구조와 유사성에 대해 - 단행본 – 2011년 8월 16일ISBN 1175560871
- 실바 피네다, A. (2003). "Flora del Pérmico de la región de Izúcar de Matamoros, Puebla". En Soto, LA Agustín Ayala-Castañares: 대학, 과학 연구에 대한 추진력. UNAM. p. 371.ISBN 9789703207893ISBN 9789703207893